# 37218 Kimyoonyoung
37218 Kimyoonyoung este o planetă minoră (asteroid), cu un diametru de 4,738 km, din centura de asteroizi. A fost descoperită pe 20 noiembrie 2000 la Stația Anderson Mesa de Lowell Observatory Near-Earth-Object Search și a fost numită după Yoonyoung Kim⁠(d). 
Obiectul prezintă o orbită caracterizată de o semiaxă mare de 3,1015504 UAi, o excentricitate de 0,04, o înclinație de 17,13077 ° în raport cu ecliptica.